# Trochomeriopsis diversifolia
Trochomeriopsis diversifolia är en gurkväxtart som beskrevs av Célestin Alfred Cogniaux. Trochomeriopsis diversifolia ingår i släktet Trochomeriopsis och familjen gurkväxter. Inga underarter finns listade i Catalogue of Life.